# 延慶四年の内裏の事件
延慶四年の内裏の事件（えんぎょう4年のだいりのじけん）は、1311年2月5日（延慶4年1月16日）夜に内裏（里内裏二条富小路殿）で発生した刃傷事件。

## 経緯
この日、踏歌節会の会場である二条富小路殿の警備にあたっていた滝口武者の平有世が、見物人の中にいた六波羅探題金沢貞顕の被官鵜沼孫左衛門に襲われ、続いて孫左衛門の同族とみられる鵜沼八郎も建物内に侵入して装束使出納の代行氏と掃部寮の藤井安国を襲撃した。孫左衛門は京都大番衆によって門外に連れ出されてその場で殺害され、八郎は紫宸殿内で自害した。孫左衛門が門外で殺害されたのは内裏内で死穢が生じるのを防ぐ措置で、自害した八郎および被害者3名も直ちに門外に搬出されてそこで死亡確認が行われて内裏内では死穢は発生しなかったとされ、花園天皇の出御こそ中止されたものの、節会自体は開催された。

## 事件後
21年前の浅原事件以来の不祥事として一時緊迫したが、六波羅探題などの調査の結果、鵜沼孫左衛門と平有世の間に女性を巡るいざこざがあったことが確認され、政治的背景はないものとして処理された。とは言え、内裏内で人が殺傷されるのは異常事態であり、花園天皇もこの日の日記に「前代未聞之珍事」と書き記している。